# Oryzomys couesi
Oryzomys couesi là một loài động vật có vú trong họ Cricetidae, bộ Gặm nhấm. Loài này được Alston mô tả năm 1876.
Loài này phân bố từ cực nam Texas qua Mexico và Trung Mỹ vào tây bắc Colombia. Nó thường được tìm thấy trong môi trường sống ẩm ướt, chẳng hạn như đầm lầy, nhưng cũng sống trong rừng khô và bụi cây. Có trọng lượng khoảng 43 đến 82 g (1,5 đến 2,9 oz), O. couesi là một loài chuột có kích thước trung bình đến lớn. Bộ lông thô có màu đỏ và trắng ở phía trên. Các chân sau cho thấy một số sự chuyên hóacho cuộc sống trong nước, chẳng hạn như giảm búi lông vuốt quanh các ngón chân. Loài này có 56 nhiễm sắc thể. Có nhiều biến thể địa lý về kích thước, tỷ lệ, màu sắc và tính năng hộp sọ. Oryzomys couesi hoạt động về đêm và xây tổ bằng thân cây treo giữa các chóp bụi cây sậy cách mặt đất khoảng 1 m. Chúng là loài bơi lội tuyệt vời và lặn tốt, nhưng cũng có thể leo lên trong thảm thực vật. Là một loài động vật ăn tạp, chúng ăn cả thực phẩm và thực phẩm động vật, bao gồm cả hạt và côn trùng. Nó sinh sản trong suốt cả năm; phụ nữ sinh khoảng bốn con non sau khi mang thai từ 21 đến 28 ngày. Loài này có thể bị nhiễm nhiều loại ký sinh trùng khác nhau và bởi hai loài hantavirus.
Loài này được mô tả lần đầu tiên vào năm 1877, là loài đầu tiên trong số nhiều loài có liên quan từ khu vực được mô tả cho đến những năm 1910. Năm 1918, Edward Alphonso Goldman hợp nhất nhiều nhất với loài Oryzomys couesi và vào năm 1960 Raymond Hall đã hợp nhất phân loại này với loài có liên quan ở Hoa Kỳ, O. palustris, thành một loài phổ biến duy nhất; sau đó, nhiều loài địa phương, có liên quan được giữ lại bởi Goldman cũng được bao gồm trong taxon này. Sau khi nghiên cứu về vùng tiếp xúc ở Texas, nơi O. couesi và chuột lùn O. palustris gặp nhau, được xuất bản năm 1979 và nhấn mạnh sự khác biệt của hai, chúng lại được coi là riêng biệt. Kể từ đó, một số dạng ngoại vi của nhóm, như Oryzomys antillarum từ Jamaica và bán đảo Oryzomys từ bán đảo Baja California, đã được phục hồi thành loài. Tuy nhiên, O. couesi như hiện được cấu thành có khả năng là một hỗn hợp của một số loài; một nghiên cứu năm 2010, sử dụng dữ liệu chuỗi DNA, tìm thấy bằng chứng để nhận biết các loài riêng biệt từ Thái Bình Dương và phía đông của sự phân bố của O. couesi và hai loài bổ sung từ Panama và Costa Rica. Nói chung, Oryzomys couesi là phổ biến và không có mối quan tâm bảo tồn, và chúng thậm chí còn được coi là một loài gây hại ở một số khu vực, nhưng một số quần thể đang bị đe dọa.

## Hình ảnh

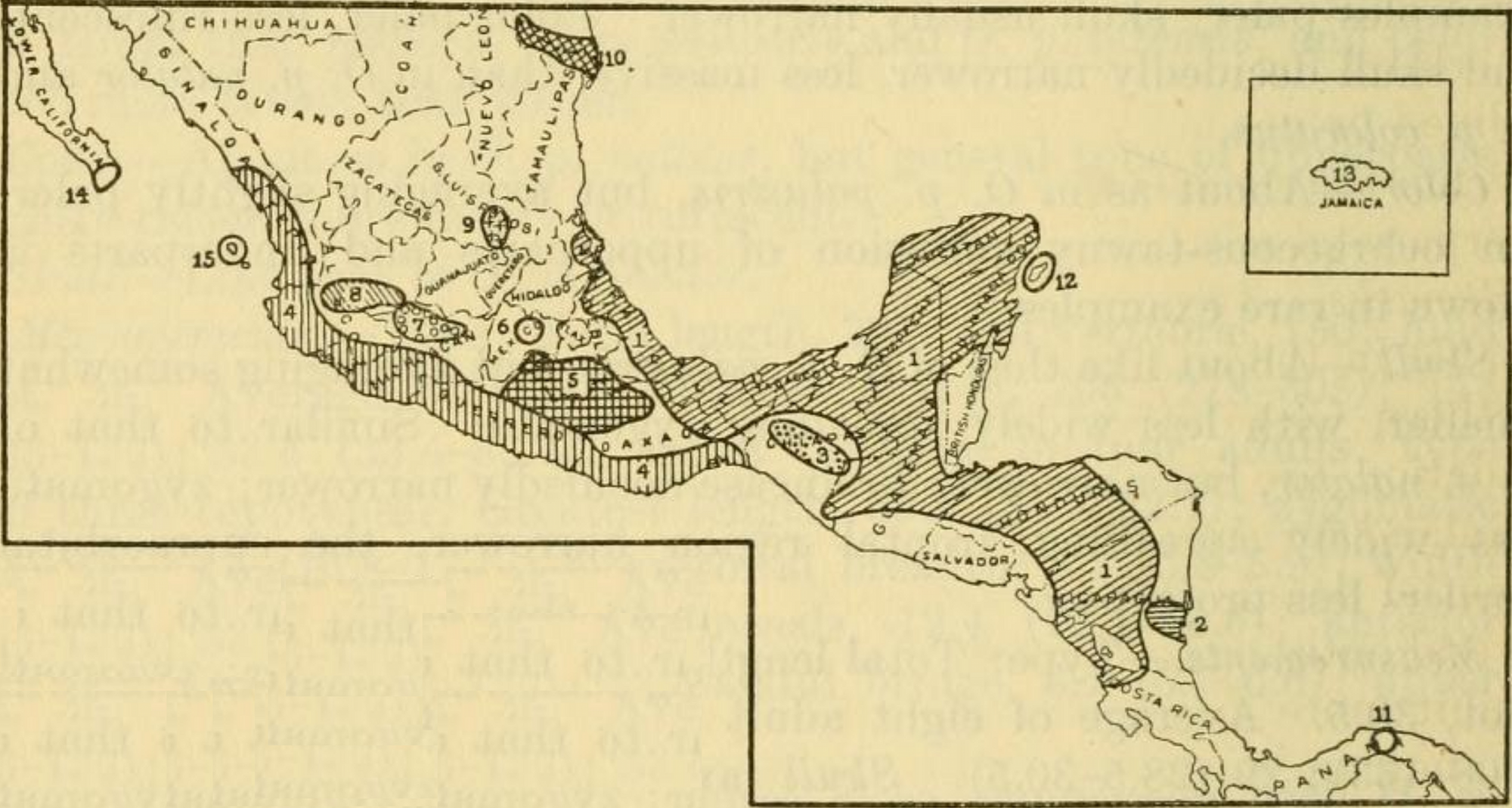
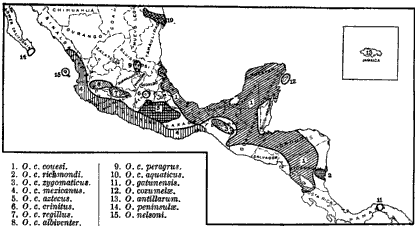
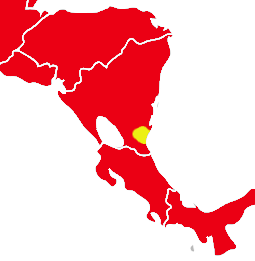
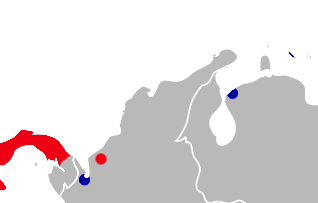